# 광양 무등암 목조대세지보살좌상
광양 무등암 목조대세지보살좌상(光陽 無等庵 木造大勢至菩薩坐像)은 대한민국 전라남도 광양시 다압면 신원리, 무등암에 있는 조선시대의 목조 보살상이다. 2000년 12월 13일 전라남도의 문화재자료 제211호로 지정되었다.

## 개요
광양시 다압면 신원리 산20-1번지에 위치한 무등암은 하동 쌍계사의 말사로 1959년에 건립된 근래의 사찰이다. 이 절은 다압에서 하동으로 건너는 섬진교 못미쳐서 불암산의 북동쪽 경사면에 위치하고 있다.
전남지방에서는 대세지보살좌상에서 처음으로 복장물(발원문, 진신사리보치진언문, 후령통 등)이 발견되었으며, 보살상의 절대연대, 봉안처, 조성동기, 시주자 등의 중요내용을 알 수 있다. 보살상은 조선후기의 양식이나, 법의에서 반단(半袒)형식이 없고 군의(裙衣)의 상단이 띠매듭 없는 일자형이며 상현좌를 이루고 있는 특징이 있으며 규모는 총고 62㎝이다.
이러한 형식의 보살상은 전남지방 뿐만 아니라 한국에서도 드문 예로 중요한 가치가 있다.

## 참고 문헌
- 광양무등암목조대세지보살좌상 - 국가유산청 국가유산포털